# Baracidris
Baracidris es un género de hormigas perteneciente a la familia Formicidae, categorizado en la tribu Solenopsidini. Fue descrito por Barry Bolton en 1981.

## Especies
- Baracidris meketra Bolton, 1981
- Baracidris pilosa Fernández, 2003
- Baracidris sitra Bolton, 1981